# Championnat des îles Féroé de football 1981
Navigation
1. Deild 1980 1. Deild 1982
La saison 1981 du Championnat des îles Féroé de football était la 40e édition de la première division féroïenne à poule unique, la 1. Deild. Les huit meilleurs clubs du pays jouent les uns contre les autres à deux reprises durant la saison, à domicile et à l'extérieur.
En fin de saison, le dernier du classement est relégué et remplacé par le champion de 2. Deild.
Saison pleine pour le HB Torshavn : vainqueur du championnat en terminant en tête du classement, à égalité avec le tenant, le TB Tvoroyri et un seul point devant le GI Gota, le club de la capitale réalise le doublé en remportant facilement la Coupe des îles Féroé, en s'imposant en finale 5-1 face à son dauphin en championnat, le TB Tvoroyri. C'est le 11e titre en championnat et la 17e Coupe des îles Féroé de l'histoire du club.
En bas de classement, le VB Vagur ne parvient pas à se maintenir parmi l'élite.

## Les clubs participants
- B36 Tórshavn
- B68 Toftir - Promu de 2. Deild
- GI Gota
- HB Tórshavn
- IF Fuglafjordur
- KÍ Klaksvík
- TB Tvøroyri - Tenant du Titre
- VB Vágur

## Compétition

### Classement
Le barème de points servant à établir le classement se décompose ainsi :
- Victoire : 2 points
- Match nul : 1 point
- Défaite : 0 point

| Rang | Équipe          | Pts | J  | G  | N | P  | Bp | Bc | Diff |
| ---- | --------------- | --- | -- | -- | - | -- | -- | -- | ---- |
| 1    | HB Torshavn (C) | 21  | 14 | 10 | 1 | 3  | 39 | 12 | +27  |
| 2    | TB Tvoroyri (T) | 21  | 14 | 9  | 3 | 2  | 26 | 14 | +12  |
| 3    | GI Gota         | 20  | 14 | 8  | 4 | 2  | 25 | 11 | +14  |
| 4    | B68 Toftir (P)  | 15  | 14 | 4  | 7 | 3  | 19 | 16 | +3   |
| 5    | IF Fuglafjordur | 11  | 14 | 3  | 5 | 6  | 11 | 20 | -9   |
| 6    | B36 Tórshavn    | 9   | 14 | 4  | 1 | 9  | 16 | 27 | -11  |
| 7    | KÍ Klaksvík     | 8   | 14 | 1  | 6 | 7  | 11 | 28 | -17  |
| 8    | VB Vagur        | 7   | 14 | 3  | 1 | 10 | 12 | 31 | -19  |

|  | Vainqueur du championnat 1981                                                                    |
|  | Relégation en 2. Deild                                                                           |
|  | (T) Tenant du titre (C) Vainqueur de la Coupe des îles Féroé (P) Club promu de deuxième division |

### Résultats[n 1]
| Résultats (▼dom., ►ext.) | B36 | B68 | GÍG | HB  | ÍF  | KÍ  | TBT | VBV |
| B36 Tórshavn             |     | 0-4 | 0-0 | 1-3 | 1-2 | 2-0 | 1-3 | 1-2 |
| B68 Toftir               | 2-1 |     | 1-1 | 1-4 | 1-1 | 0-0 | 2-2 | 1-0 |
| GI Gota                  | 3-1 | 3-2 |     | 3-1 | 1-0 | 1-1 | 0-1 | 5-1 |
| HB Tórshavn              | 3-0 | 1-3 | 0-1 |     | 4-0 | 5-2 | 6-0 | 4-0 |
| ÍF Fuglafjørður          | 0-2 | 1-1 | 0-0 | 0-2 |     | 0-0 | 0-3 | 3-1 |
| KÍ Klaksvík              | 0-3 | 1-1 | 1-4 | 0-3 | 1-1 |     | 0-3 | 2-0 |
| TB Tvøroyri              | 4-0 | 0-0 | 1-0 | 1-1 | 0-1 | 4-2 |     | 1-0 |
| VB Vágur                 | 1-3 | 1-0 | 1-3 | 0-2 | 3-2 | 1-1 | 1-3 |     |

## Bilan de la saison
| Championnat des îles Féroé de football 1981 |                         |
| Champion                                    | HB Torshavn (11e titre) |
| Coupes et trophées                          |                         |
| Vainqueur de la Coupe des îles Féroé 1981   | HB Torshavn             |
| Promotions et relégations                   |                         |
| Promus en 1. deild                          | LIF Leirvik             |
| Relégués en 2. deild                        | VB Vagur                |